# Bädertourismus
Bädertourismus beschreibt den Fremdenverkehr in den Seebädern von Niedersachsen, Schleswig-Holstein und Mecklenburg-Vorpommern. Das bis ins 18. Jahrhundert gefürchtete Meer wurde zu einem Ort des Urlaubs und der Heilung, zu einem politischen Spielfeld und später zu einem Ort der Entspannung für alle. Im Bademuseum auf Norderney wird die Geschichte des Bädertourismus präsentiert.

## Badebekleidung in Seebädern
Der Bädertourismus an Nord- und Ostsee spiegelte viele Entwicklungen in der Gesellschaft wider. Ob der Umgang mit Nacktheit oder politische Statements: Seit die Leute den Strand genießen, ist er eine Bühne der Gesellschaft. Während heute FKK-Strände keine große Sache mehr sind, durfte vor 200 Jahren kein Körperteil gesehen werden. Männer und Frauen badeten grundsätzlich an getrennten Stränden, trotzdem durfte die Badebekleidung kein Körperteil zu erkennen geben. Die Badebekleidung war also sehr weit geschnitten und damit beinahe schon gefährlich. Heute ist Badebekleidung ein Teil der Mode und kann dabei so knapp sein, wie es den Trägern gefällt.

## Die Anfänge des Bädertourismus in Deutschland
In Südengland hatte man den Bädertourismus schon Mitte des 18. Jahrhunderts entdeckt. Das erste deutsche Seebad entstand ebenfalls schon 1793 im Mecklenburgischen Doberan-Heiligendamm. 1802 folgte Schleswig-Holstein mit einem Seebad in Travemünde. Auch andere Orte an Nord- und Ostsee zogen im Laufe des 19. Jahrhunderts nach und eröffneten ihre eigenen Seebäder. Der Grundstein für den Bädertourismus war gelegt. Die Seebäder an der Ostseeküste waren dabei zunächst deutlich besser besucht als die Bäder an der Nordseeküste. Auf Grund besserer Erreichbarkeit und modernerer Ausstattung, zogen Travemünde und die Kieler Innenförde deutlich mehr Besucher an, was sich im letzten Viertel des Jahrhunderts allerdings wendete. Die Bäder in Schleswig-Holstein lockten jedoch bis zum Ende des 19. Jahrhunderts noch deutlich weniger Bädertouristen als die preußischen Ostseebäder.
Die Seebäder lockten jedoch nicht nur zum Vergnügen. Schon vor dem 18. Jahrhundert waren Badekuren eine beliebte Kur für Krankheiten aller Art. Auch diese Form des Bädertourismus hatte ihren Ursprung in England.

## Bädertourismus in Schleswig-Holstein 1900 bis 1945
Zu Beginn des 20. Jahrhunderts blühte der Bädertourismus in Schleswig-Holstein auf. Vor dem Zweiten Weltkrieg war die Klientel an Nord- und Ostsee vornehm und entstammte gehobenen Kreisen. Sie verbrachten meist drei bis vier Wochen in den Luxushotels und brachten ihre eigenen Dienstboten mit.
Die Unterkünfte waren für weniger reiche Menschen nicht bezahlbar und es mangelte an Freizeit. Eine weitere Bevölkerungsgruppe war an den Stränden in Schleswig-Holstein selten gesehen: Juden. Schon Jahre vor Hitlers Machtergreifung herrschte ein sogenannter Badeantisemitismus.
Mit dem Beginn des Ersten Weltkrieges endete die Blütezeit des Bädertourismus jedoch für alle. Beinahe alle Seebäder wurden zu militärischen Gebieten. Auch nach dem Ersten Weltkrieg erholten sich die Tourismuszahlen nur schwer, da die gut betuchte Klientel ausblieb. In der Weimarer Republik waren simples Reisen und der Aufenthalt in Jugendherbergen im Trend, was die Seebäder in Schleswig-Holstein in eine Dauerkrise stürzte. Besonders nach der Wirtschaftskrise 1929 war der Andrang endgültig ausgeblieben.
Ab 1931 wurden die Strände zudem zu einem politischen Spielfeld. Ab 1933 wehten die Hakenkreuzflaggen dann ganz offiziell an den Sandburgen an Nord- und Ostsee. Rolf Capelle, ein hoher NSDAP-Funktionär, wurde 1937 offiziell zum Kurdirektor der Ostseebäder. Mit Beginn des Zweiten Weltkrieges schlossen jedoch die meisten Seebäder.

## Bädertourismus bis heute
Der Bädertourismus als Gesundheitskur wurde weitestgehend von Wellness-Tourismus abgelöst. Aquaparks und Zentren für kosmetische Dienstleistungen und Ähnliches lösen herkömmliche Seebäder ab. Auch das Mittelmeer hat an Attraktivität für Badeurlaube zugenommen. Personen aller sozialen Schichten reisen nach Italien, Kroatien und Mallorca, um dort das warme Klima und die angenehme Wassertemperatur zu genießen. Aufgrund der erlebnisorientierten Wohlstandgesellschaft hat das den Besucherzahlen der Nord- und Ostseebäder jedoch nur wenig Abbruch getan.

## Negative Folgen des Bädertourismus für Nord- und Ostsee
Der Bädertourismus hat viele positive Seiten, aber auch viele negative. Neben Badeantisemitismus und dem Strand als politisches Spielfeld, leidet auch die Natur unter den vielen Touristen. Besonders die Ostsee ist ein Beispiel für die Zerstörungskraft des Menschen. Besonders der vermehrte Fährverkehr stellt eine Gefahr für das kleine Meer da.